# Суфражистская Лига Виргинии
Суфражистская Лига Виргинии (англ. Equal Suffrage League of Virginia) — американская суфражистская организация, созданная в ноябре 1909 года виргинскими борцами за права женщин.
Увеличив за одиннадцать лет свой состав с двух десятков суфражисток до более чем 30 000 членов по всему штату, Лига стала крупнейшим подобным объединением на Юге США. На протяжении одиннадцати лет Лига на территории штата Виргиния боролась за принятие 19-й поправки к Конституции США и после достижения своей цели в 1920 году была распущена.

## История

### Предпосылки
Предложенная Сьюзен Энтони и Элизабет Стэнтон в 1878 году поправка в конституцию США о предоставлении избирательных прав женщинам не нашла поддержки ни на уровне Конгресса, ни на уровне законодательных органов отдельных штатов. Для того чтобы повлиять на решение конгрессменов, суфражистки решили изменить отношение населения США к новой поправке путём повышения привлекательности инициативы. Для этого Национальная американская женская суфражистская ассоциация с середины 1890-х годов начала работу по отказу от радикальных позиций суфражисток прошлого и выразила поддержку популярным в обществе прогрессивным мерам, таким как отмена детского труда, реформа законодательства о лекарствах и др. Благодаря этому привлекательность суфражистских идей в северных и центральных штатах сильно возросла, чем не мог похвастаться Юг США, где к феминисткам первой волны отношение по-прежнему оставалось холодным.

### Создание

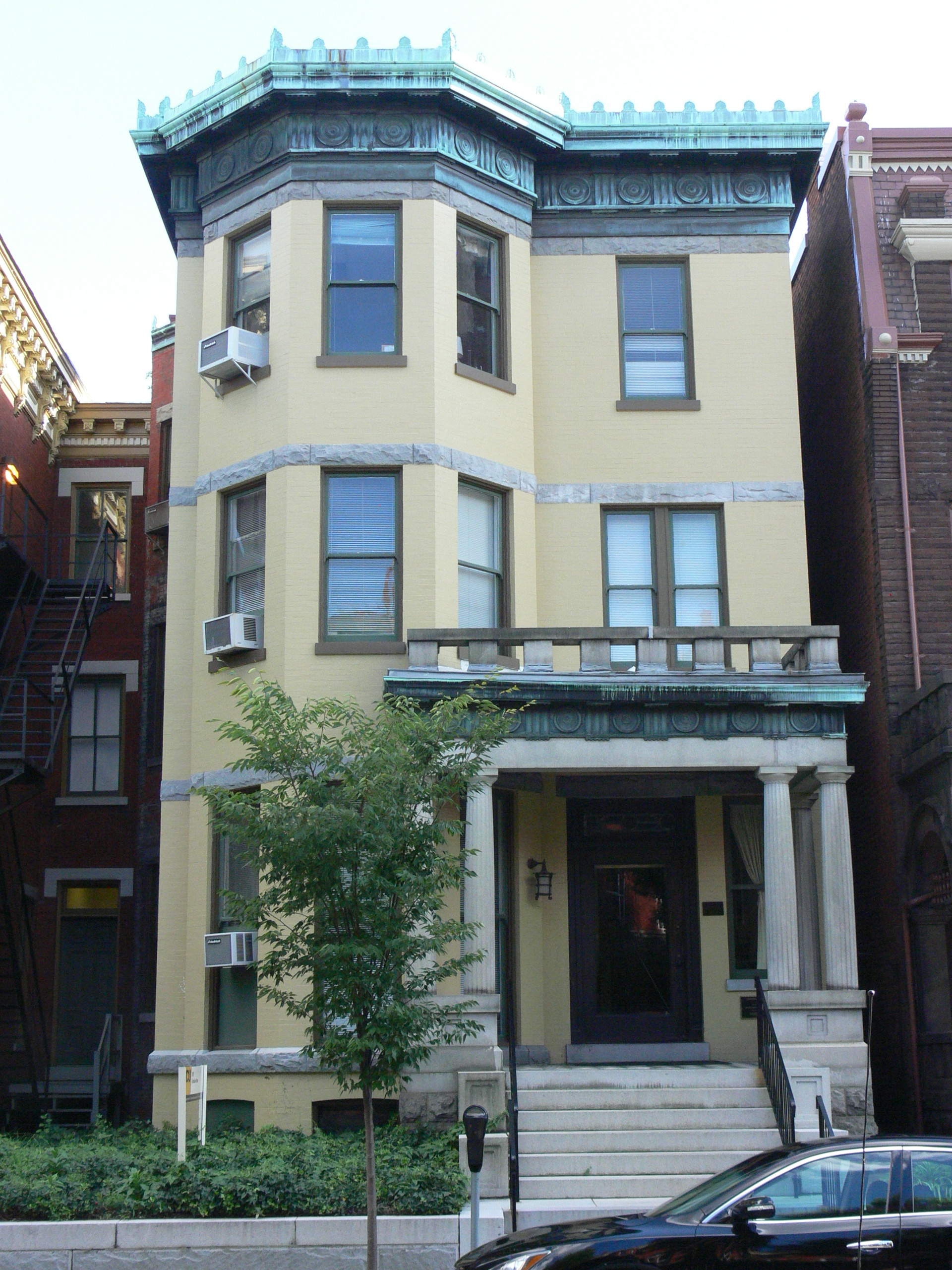
Креншо-Хаус — место создания Суфражистской Лиги Виргинии

20 ноября 1909 года художница Адель Кларк устроила в Креншо-Хаусе встречу с суфражистками из Ричмонда, на которой обсуждался вопрос о создании в штате Виргиния организации по борьбе за избирательное право для женщин. По итогам этой встречи была создана Суфражистская Лига Виргинии, президентом которой стала Лайла Мид Валентайн, а в число первых членов вошли писательницы Эллен Глазгоу и Мэри Джонстон, художница Нора Хаустон и учёная Кейт Уоллер Барретт. Главными целями создания организации были лоббирование в Генеральной ассамблее Виргинии идей о необходимости принятия 19-й поправки, просветительская деятельность и пропаганда идей об избирательном праве для женщин среди жителей штата. Набор в новосозданную организацию шёл очень тяжело, поэтому перешагнуть цифру в 120 новых членов суфражисткам удалось только в 1910 году, одновременно с открытием в Ричмонде первой штаб-квартиры и офиса рядом с Виргинским капитолием.

### Деятельность
Образованная в Ричмонде группа признала необходимость распространения своих идей по всей Виргинии. Направив несколько запросов о присоединении к Лиге известным женщинам в штате, секретарь Элис Тайлер получила неутешительные ответы, среди которых были отказы, связанные с незаинтересованностью, отказы по причине неуверенности в собственной компетенции в этом вопросе и сообщения о противодействии мужчин против инициативы суфражисток. Поэтому основной вклад в развитие Лиги пришлось вносить её основателям. Мэри Джонстон вербовала преподавателей и студенток женских колледжей для работы в печатном издании Лиги «Virginia Suffrage News». Адель Кларк с помощью своей матери и сестры занималась отправкой суфражистских законопроектов в Палату представителей Виргинии, дизайном и печатью открыток, произношением речей и организацией митингов. Лайла Мид Валентайн в роли президента способствовала объединению Лиги с NAWSA, открытию 115 отделений организации в штате к 1916 году и привлечению более 30 000 человек в ряды Лиги к 1919 году, что сделало её крупнейшим государственным объединением на Юге США.
Несмотря на достижение большого веса, суфражисткам из Лиги не удалось добиться принятия их законопроектов, трижды предложенных к рассмотрению Генеральной ассамблее Виргинии. Своей цели они достигли только в августе 1920 года, когда американский Конгресс принял девятнадцатую поправку к конституции.

## Критика

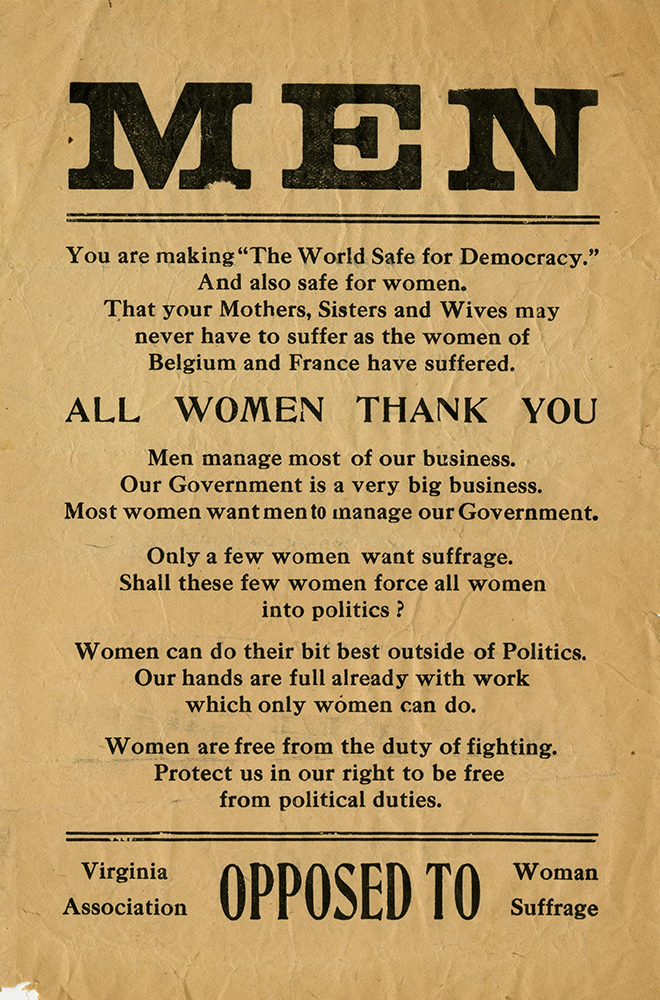
Брошюра VAOWS 1917 года

Некоторым суфражисткам, таким как Полин Адамс из Норфолкского отделения Лиги, пришлись не по нраву слишком мягкие методы организации, и они покинули ряды, присоединившись к более радикальному Союзу Конгресса.
Ещё одной причиной для критики Лиги был отказ суфражисток из Виргинии бороться за избирательные права для чернокожих женщин. Поводом для избрания Лигой такой стратегии стала поддержка жителей южных штатов идеи антисуфражистов о том, что получение избирательных прав чернокожими женщинами ослабит влияние белого населения на различного рода голосования. Только к концу своего существования Лига изменила позицию по этому вопросу, начав выступать за предоставление избирательных прав всем женщинам, невзирая на их цвет кожи. Президент организации Лайла Мид Валентайн заявила, что первоначальная позиция была неправильной, но более политически целесообразной.
Спустя три года после создания Лига столкнулась с противодействием со стороны Национальной Антисуфражистской Ассоциации, а именно со стороны её Виргинского филиала (VAOWS). В своих материалах члены ассоциации в рамках антисуфражистской кампании приводили расовые аргументы, среди которых был подкреплённый статистикой довод о потере белым населением контроля над регионом в случае предоставления избирательных прав чернокожим женщинам. Также VAOWS заявляла об отсутствии у женщин необходимой доли рассудительности при принятии решений. Для того, чтобы склонить чашу весов в свою сторону и не допустить увеличения числа жителей штата, оппозиционно настроенных к суфражисткам, участницам Лиги нередко приходилось выступать в своих речах с консервативных позиций, что порой делало некоторые их выступления неотличимыми от заявлений антисуфражистов. Так, в одной из пропагандистских брошюр Суфражистской Лиги Виргинии имело место утверждение о том, что место женщин — дома, так как по природе и образованию они являются домохозяйками.